# Zygmunt Bierowski
Zygmunt Alojzy Bierowski (ur. 8 marca 1895 w Bochni, zm. 22 lutego 1974 we Wrocławiu) – podpułkownik piechoty Wojska Polskiego.

## Życiorys
Syn Józefa. W czasie I wojny światowej walczył w szeregach c. i k. Armii. Na stopień porucznika został mianowany ze starszeństwem z 1 listopada 1917 roku w korpusie oficerów piechoty. Jego oddziałem macierzystym był Pułk Piechoty Nr 13.
W kwietniu 1924 roku został przeniesiony z 13 Pułk Piechoty w Pułtusku do 66 Pułku Piechoty w Chełmnie. 1 grudnia 1924 roku awansował na majora ze starszeństwem z dniem 15 sierpnia 1924 roku i 75. lokatą w korpusie oficerów piechoty. W styczniu 1925 roku został przydzielony do Doświadczalnego Centrum Wyszkolenia w Rembertowie na stanowisko asystenta działań piechoty. W 1928 roku nadal pełnił służbę w Doświadczalnym Centrum Wyszkolenia, pozostając w kadrze oficerów piechoty. W latach 1932–1934 pełnił służbę w 85 pułku Strzelców Wileńskich w Nowej Wilejce. 7 czerwca 1934 roku został przeniesiony do Szkoły Podchorążych Piechoty w Ostrowi Mazowieckiej na stanowisko dowódcy batalionu. 27 czerwca 1935 roku został mianowany podpułkownikiem ze starszeństwem z dniem 1 stycznia 1935 roku i 4. lokatą w korpusie oficerów piechoty. W marcu 1939 roku został przeniesiony z 21 pułku piechoty w Warszawie do 9 pułku piechoty Legionów w Zamościu na stanowisko dowódcy pułku. Na czele tego oddziału walczył w kampanii wrześniowej. Uczestniczył w bitwie pod Iłżą, gdzie jego jednostka została rozproszona. Po kapitulacji polskich oddziałów uniknął niewoli.
W konspiracji członek organizacji „Miecz i Pług”. W 1943 roku był więźniem obozu na Majdanku (nr obozowy 8658).
Zmarł we Wrocławiu. Pochowany 26 lutego 1974 roku na Cmentarzu Osobowickim (pole 104, grób 61, rząd 3 od pola 99).

## Ordery i odznaczenia
- Krzyż Walecznych
- Złoty Krzyż Zasługi (17 marca 1930)[15]

- Krzyż Zasługi Wojskowej III kl. z dekoracją wojenną i mieczami (Austro-Węgry)[16]
- Srebrny Medal Waleczności II kl. (Austro-Węgry)[16]
- Krzyż Wojskowy Karola (Austro-Węgry)[16]